# Mizdakhan
Mizdakhan est un complexe archéologique de nécropole situé à 3 km au sud de Xojeli et environ 30 km au sud de Noukous au Karakalpakstan en Ouzbekistan.

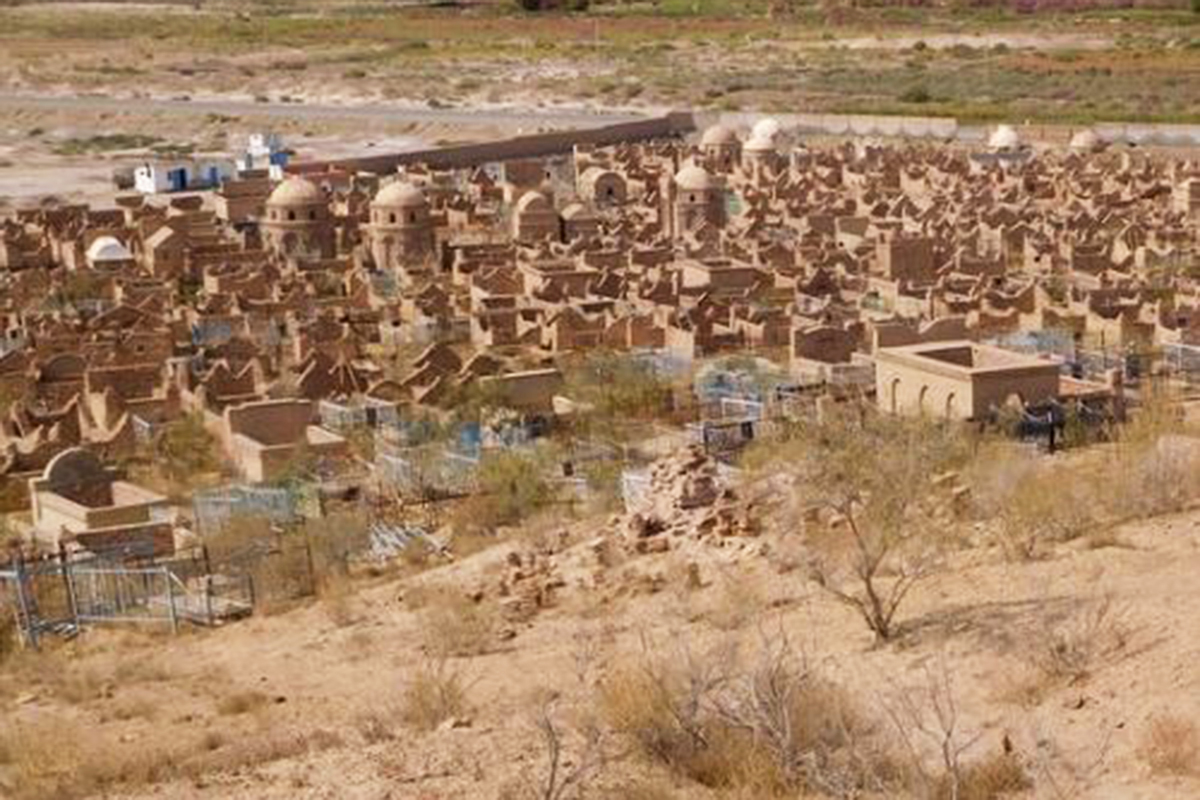
Mizdakhan
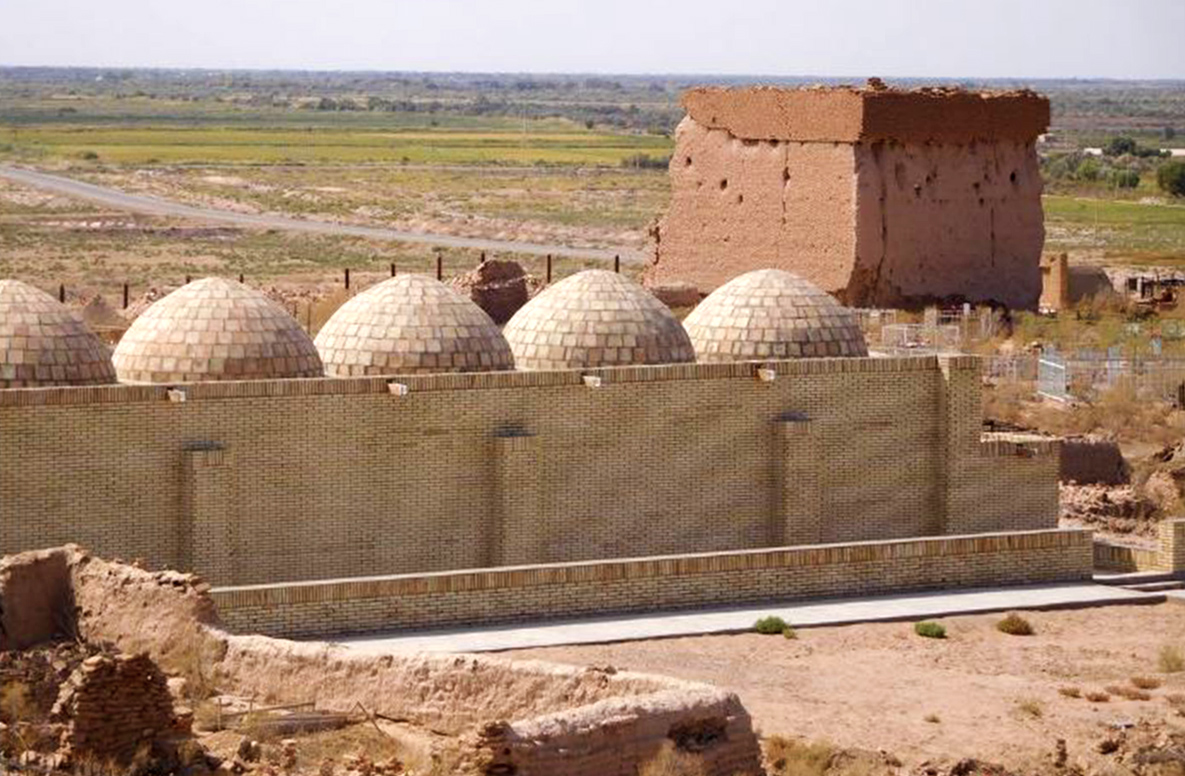
Mizdakhan
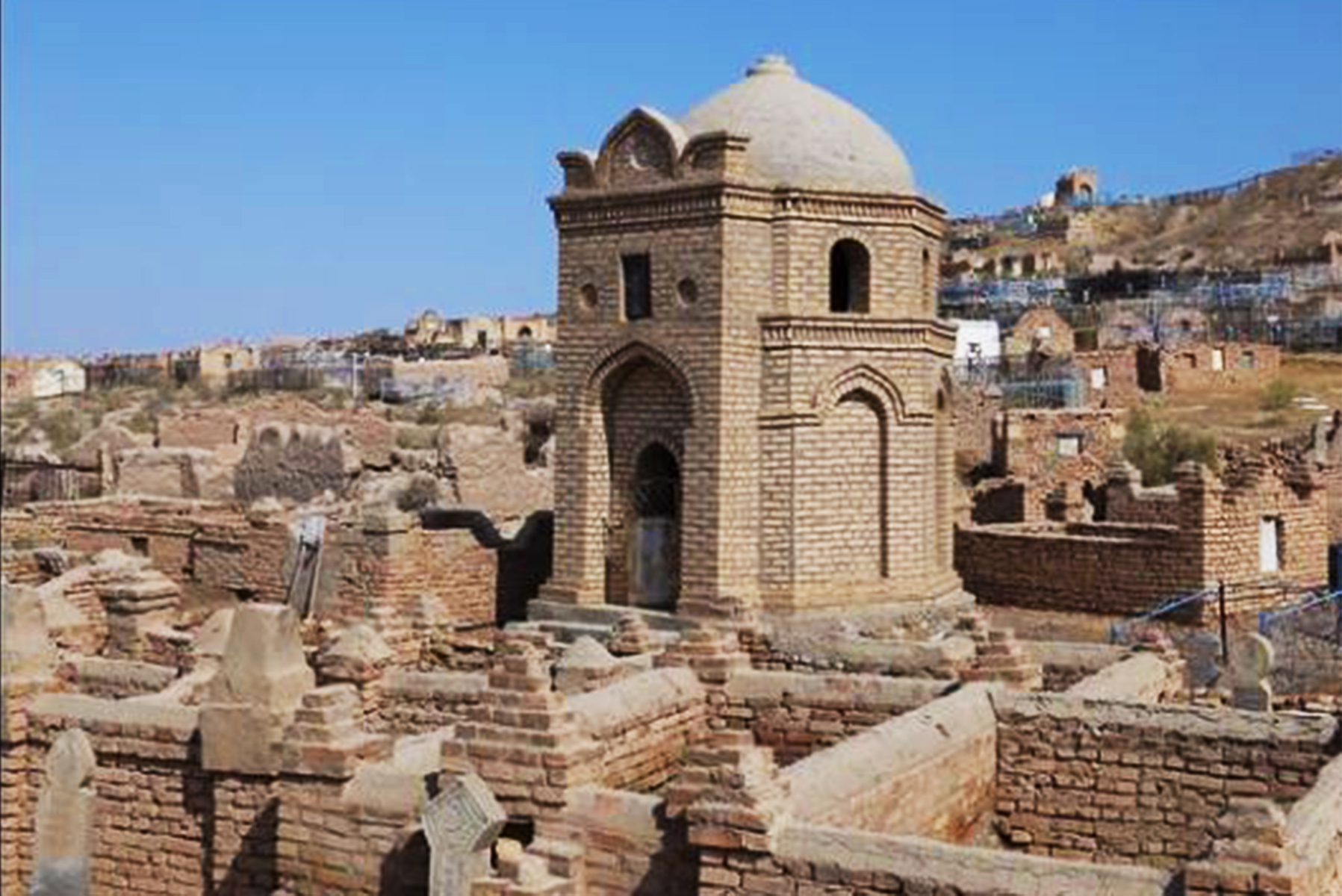
Mizdakhan

Les vestiges de la nécropole occupent une superficie de 200 ha située sur trois collines. Sur ce territoire se trouvent la forteresse zoroastrienne de Gyaour Kala, les mausolées de Shamun Naby, de Nazlimhan Sulu, Kalifa Erejep et la nécropole de Mizdakhan. La forteresse zoroastrienne de Gaour Kala a été construite au IIe siècle-IVe siècle. La dernière sépulture de la nécropole date du XIVe siècle. Ce complexe est l'un des sites les plus visités de l'Ouzbékistan.
Selon certaines sources, le complexe était détruit en 1338, lors de la campagne de Tamerlan à Kounia-Ourguentch.
Selon une légende locale, c'est dans cette nécropole que se trouverait la tombe d'Adam. Les scientifiques émettent cette hypothèse sur base de l'existence dans la nécropole d'une tombe du premier homme sur terre selon la mythologie des zoroastriens, dénommé Keyoumars.